# Transeius begljarovi
Transeius begljarovi är en spindeldjursart som först beskrevs av Abbasova 1970a.  Transeius begljarovi ingår i släktet Transeius och familjen Phytoseiidae. Inga underarter finns listade i Catalogue of Life.